# Krzysztof Sujka
Krzysztof Sujka (nascido em 19 de agosto de 1955) é um ex-ciclista polonês. Competiu representando seu país, Polônia, nos Jogos Olímpicos de Verão de 1976 em Montreal, onde terminou em quinto na perseguição por equipes de 4 km. Em 1980, na cidade de Moscou, ficou com a vigésima segunda colocação na prova de estrada individual.